# Saison 2018 de l'équipe cycliste Euskadi Basque Country-Murias
La saison 2018 de l'équipe cycliste Euskadi Basque Country-Murias est la quatrième de cette équipe.

## Préparation de la saison 2018

### Licence continentale professionnelle
Après trois saisons au niveau continental, Euskadi Basque Country-Murias acquiert en 2018 une licence d'équipe continentale professionnelle. Celle-ci lui permet d'être invitée à participer aux épreuves phares du cyclisme professionnel espagnole, le Tour d'Espagne, le Tour du Pays basque, le Tour de Catalogne et la Classique de Saint-Sébastien. Cette accession à la deuxième division mondiale apparaît comme une renaissance du cyclisme professionnel basque, quatre ans après la disparition de l'équipe Euskaltel. Simultanément, une autre équipe, Fundación Euskadi, indépendante d'Euskadi Basque Country-Murias, accède au niveau continental.

### Sponsors et financement de l'équipe
L'équipe est principalement financée par Murias, entreprise basque du bâtiment. Malgré la mention « Euskadi Basque Country » dans son nom, qui promeut le tourisme au pays basque, l'équipe n'est pas financée par la communauté autonome du pays basque. Le budget de l'équipe pour cette saison s'élève à environ 3 millions d'euros, ce qui est considéré comme un petit budget pour une équipe continentale professionnelle,.

### Arrivées et départs
| Jon Aberasturi         | Ukyo                         |  |  |  |
| Mikel Aristi           | Delko-Marseille Provence-KTM |  |  |  |
| Fernando Barceló       | Fundación Euskadi            |  |  |  |
| Cyril Barthe           | Fundación Euskadi            |  |  |  |
| Julien Loubet          | Armée de terre               |  |  |  |
| Eduard Prades          | Caja Rural-Seguros RGA       |  |  |  |
| Sergio Rodríguez Reche | Bolivia                      |  |  |  |
| Héctor Sáez            | Caja Rural-Seguros RGA       |  |  |  |
| Sergio Samitier        | Lizarte                      |  |  |  |
| Enrique Sanz           | Raleigh GAC                  |  |  |  |

| Imanol Estévez   | retraite  |  |  |  |
| Adrián González  | Burgos BH |  |  |  |
| Eneko Lizarralde |           |  |  |  |
| Pello Olaberria  | retraite  |  |  |  |

## Coureurs et encadrement technique

### Effectif
| Cycliste               | Date de naissance | Nationalité | Équipe 2017                   |  |
| ---------------------- | ----------------- | ----------- | ----------------------------- |  |
| Jon Aberasturi         | 28 mars 1989      | Espagne     | Ukyo                          |  |
| Mikel Aristi           | 28 mai 1993       | Espagne     | Delko-Marseille Provence-KTM  |  |
| Aritz Bagües           | 19 août 1989      | Espagne     | Euskadi Basque Country-Murias |  |
| Fernando Barceló       | 6 janvier 1996    | Espagne     | Fundación Euskadi             |  |
| Ander Barrenetxea      | 29 mars 1992      | Espagne     | Euskadi Basque Country-Murias |  |
| Cyril Barthe           | 14 février 1996   | France      | Fundación Euskadi             |  |
| Mikel Bizkarra         | 21 août 1989      | Espagne     | Euskadi Basque Country-Murias |  |
| Garikoitz Bravo        | 31 juillet 1989   | Espagne     | Euskadi Basque Country-Murias |  |
| Aitor González Prieto  | 5 novembre 1990   | Espagne     | Euskadi Basque Country-Murias |  |
| Julen Irizar           | 26 mars 1995      | Espagne     | Euskadi Basque Country-Murias |  |
| Mikel Iturria          | 16 mars 1992      | Espagne     | Euskadi Basque Country-Murias |  |
| Julien Loubet          | 11 janvier 1985   | France      | Armée de terre                |  |
| Eduard Prades          | 9 août 1987       | Espagne     | Caja Rural-Seguros RGA        |  |
| Óscar Rodríguez        | 6 mai 1995        | Espagne     | Euskadi Basque Country-Murias |  |
| Sergio Rodríguez Reche | 22 février 1992   | Espagne     | Bolivia                       |  |
| Héctor Sáez            | 6 novembre 1993   | Espagne     | Caja Rural-Seguros RGA        |  |
| Sergio Samitier        | 31 août 1995      | Espagne     | Lizarte                       |  |
| Enrique Sanz           | 11 septembre 1989 | Espagne     | Raleigh GAC                   |  |
| Beñat Txoperena        | 28 décembre 1991  | Espagne     | Euskadi Basque Country-Murias |  |
| Gotzon Udondo          | 1er décembre 1993 | Espagne     | Euskadi Basque Country-Murias |  |

### Encadrement
L'équipe Euskadi Basque Country-Murias est dirigée par Jon Odriozola, assisté du directeur sportif Rubén Pérez. Depuis 2017, Francis Lafargue, qui a notamment travaillé auparavant pour les équipes Reynolds, Banesto, Illes Balears et Caisse d'épargne, est responsable des relations internationales de l'équipe

## Bilan de la saison

### Victoires
| Date       | Course                                                                             | Pays     | Classe | Vainqueur       |
| ---------- | ---------------------------------------------------------------------------------- | -------- | ------ | --------------- |
| 11/05/2018 | 1re étape du Tour d'Aragon                                                         | Espagne  | 2.1    | Jon Aberasturi  |
| 13/05/2018 | 3e étape du Tour d'Aragon                                                          | Espagne  | 2.1    | Mikel Bizkarra  |
| 20/05/2018 | Classement général du Tour de Norvège                                              | Norvège  | 2.HC   | Eduard Prades   |
| 13/07/2018 | 1re étape du Grand Prix International de Torres Vedras - Trophée Joaquim-Agostinho | Portugal | 2.2    | Cyril Barthe    |
| 19/07/2018 | 2e étape du Grande Prémio de Portugal Nacional 2                                   | Portugal | 2.2    | Julen Irizar    |
| 7/09/2018  | 13e étape du Tour d'Espagne                                                        | Espagne  | WT     | Óscar Rodríguez |
| 14/10/2018 | Classement général du Tour de Turquie                                              | Turquie  | WT     | Eduard Prades   |

### Résultats sur les courses majeures
Les tableaux suivants représentent les résultats de l'équipe dans les principales courses du calendrier international dans lesquelles l'équipe bénéficie d'une invitation (les cinq classiques majeures et les trois grands tours). Pour chaque épreuve est indiqué le meilleur coureur de l'équipe, son classement ainsi que les accessits glanés par Euskadi Basque Country-Murias sur les courses de trois semaines.

#### Classiques
| Classique            | Milan-San Remo | Tour des Flandres | Paris-Roubaix | Liège-Bastogne-Liège | Tour de Lombardie |
| -------------------- | -------------- | ----------------- | ------------- | -------------------- | ----------------- |
| Coureur (classement) |                |                   |               |                      |                   |

#### Grands tours
| Grand tour           | Tour d'Italie | Tour de France | Tour d'Espagne                       |
| -------------------- | ------------- | -------------- | ------------------------------------ |
| Coureur (classement) |               |                | Mikel Bizkarra (17e)                 |
| Accessits            | -             | -              | 1 victoire d'étape (Óscar Rodríguez) |